# Oncocnemis simplicia
Oncocnemis simplicia är en fjärilsart som beskrevs av Smith 1903. Oncocnemis simplicia ingår i släktet Oncocnemis och familjen nattflyn. Inga underarter finns listade i Catalogue of Life.